# لة فراخ ملة نامداران (تشين)
لة فراخ ملة نامداران (بالفارسية: له فراخ مله نامداران) هي قرية تقع في إيران في قسم تشین الريفي. يقدر عدد سكانها بـ 72 نسمة بحسب إحصاء 2016.